# 2007 en Italie
Chronologie de l'Italie
- 2003
- 2004
- 2005
- 2006
- 2007
- 2008
- 2009
- 2010
- 2011

2005 par pays en Europe - 2006 par pays en Europe - 2007 par pays en Europe - 2008 par pays en Europe - 2009 par pays en Europe
2005 en Europe - 2006 en Europe - 2007 en Europe - 2008 en Europe - 2009 en Europe

## Événements

### Janvier 2007
- x

### Février 2007
- 3 février : le Premier ministre Romano Prodi annule tous les matchs de football à cause des émeutes de la veille.
- 8 février : adoption du projet de loi reconnaissant « l'union de fait » homosexuelle ou hétérosexuelle par le gouvernement. Le pape Benoît XVI s'y oppose.
- 21 février : le ministre des Affaires étrangères, Massimo D'Alema, défend devant le Sénat une motion en vue d'obtenir, dans le cadre de la mission de l'ONU en Afghanistan, l'envoi d'un contingent de soldats italiens et l'agrandissement de la base militaire américaine de Vicence. À la suite du rejet de la motion, Romano Prodi démissionne de la présidence du Conseil et présente la démission de son gouvernement.
- 24 février : Romano Prodi est chargé de former le nouveau gouvernement.
- 28 février : Romano Prodi présente son nouveau gouvernement. Le Sénat vote la confiance au nouveau gouvernement de Romano Prodi.

### Mars 2007
- 2 mars : la Chambre des députés vote la confiance au nouveau gouvernement de Romano Prodi.

### Avril 2007
- 6 avril, cinéma : mort du cinéaste Luigi Comencini (90 ans).

### Mai 2007
- 12 mai : le Family Day rassemble entre 200 000 et un demi-million de personnes dans les rues de Rome, à l'appel des associations catholiques et des partis politiques de droite et de centre-droit, pour défendre la famille traditionnelle catholique contre les attaques du divorce, du pacs (en italien DICO), de l'homoparentalité, etc. Silvio Berlusconi, Gianfranco Fini et Pierferdinando Casini y ont pris part.

### Juin 2007

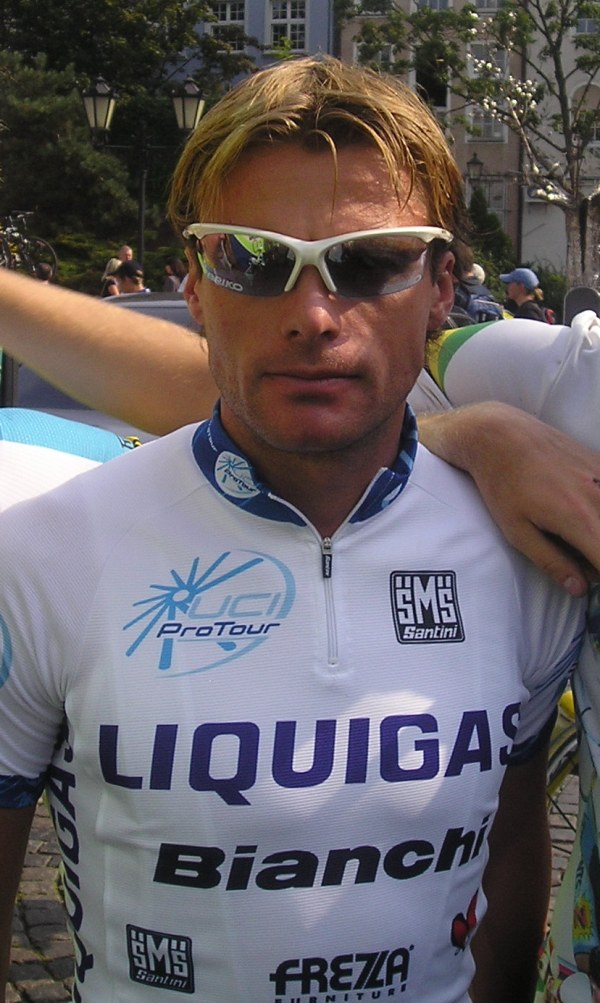
Danilo Di Luca, leader du ProTour

- 3 juin, sport : Danilo Di Luca remporte la 90e édition du Tour d'Italie à Milan.
- 5 juin : au terme de 25 années de procédure, acquittement général pour insuffisance de preuves dans le procès sur la mort de Roberto Calvi. L'avocat général avait réclamé la prison à vie pour les quatre accusés. Roberto Calvi, président de la Banco Ambrosiano, avait été retrouvé pendu à Londres le 18 juin 1982, sous le pont de Blackfriars Bridge.
- 9 juin : visite du président George W. Bush, de retour du sommet du G8.

### Novembre 2007
- 1er novembre : Meurtre de l'étudiante Meredith Kercher dans la nuit du 1er au 2 novembre dans une résidence de la ville de Pérouse. Début de l'affaire Kercher qui connaîtra de nombreux rebondissements.
- 17 novembre : première journée nationale de soutien aux chats noirs. Soixante mille d'entre eux sont tués chaque année en raison de superstitions et de leurs supposés pouvoirs maléfiques.

### Décembre 2007
- x

## Culture

### Cinéma

#### Films italiens sortis en 2007
- x

#### Autres films sortis en Italie en 2007
- x

#### Mostra de Venise
- Lion d'or : Désir, danger d'Ang Lee
- Coupe Volpi pour la meilleure interprétation masculine : Brad Pitt pour The Assassination of Jesse James
- Coupe Volpi pour la meilleure interprétation féminine : Cate Blanchett pour I'm not There

### Littérature

#### Livres parus en 2007
- Andrea Bajani, Se consideri le colpe (Einaudi)  (ISBN 978-8-80618-719-4) • traduction française : Si tu retiens les fautes, trad. Vincent Raynaud, Gallimard, 2009  (ISBN 978-2-07012-366-7)

#### Prix et récompenses
- Prix Strega : Niccolò Ammaniti, Come Dio comanda (Mondadori)
- Prix Bagutta : Alessandro Spina I confini dell'ombra (Morcelliana)
- Prix Bancarella : Frank Schätzing, La Mort et le Diable
- Prix Campiello : Mariolina Venezia, Mille anni che sto qui
- Prix Napoli : Francesco Pecoraro, Dove credi di andare (Mondadori)
- Prix Stresa : Paolo Rumiz - La leggenda dei monti naviganti (Feltrinelli)
- Prix Viareggio :
  - Roman : Filippo Tuena, Ultimo parallelo
  - Essai : Paolo Mauri, Buio
  - Poésie : Silvia Bre, Marmo
  - Première œuvre : non attribué. Mentions spéciales aux finalistes : Simona Baldanzi, Figlia di una vestaglia blu; Paolo Colagrande, Fideg et Paolo Fallai, Freni

## Décès en 2007
- 30 juillet : Michelangelo Antonioni, 94 ans, réalisateur, écrivain, scénariste et producteur de cinéma, l'un des trois réalisateurs ayant remporté les trois plus hautes récompenses des festivals européens (Cannes, Berlin et Venise[1],[2]). (° 29 septembre 1912)
- 12 novembre : Ferdinando Baldi, 80 ans, réalisateur, connu notamment pour ses westerns spaghetti. (° 19 mai 1927)